# Coahuixtepec
Coahuixtepec är en ort i Mexiko.   Den ligger i kommunen Altotonga och delstaten Veracruz, i den sydöstra delen av landet, 210 km öster om huvudstaden Mexico City. Coahuixtepec ligger 1 107 meter över havet och antalet invånare är 416.
Terrängen runt Coahuixtepec är kuperad åt nordväst, men åt sydost är den bergig. Runt Coahuixtepec är det ganska tätbefolkat, med 129 invånare per kvadratkilometer. Närmaste större samhälle är Atzalan, 9,0 km väster om Coahuixtepec. I omgivningarna runt Coahuixtepec växer i huvudsak städsegrön lövskog.